# 시식시종

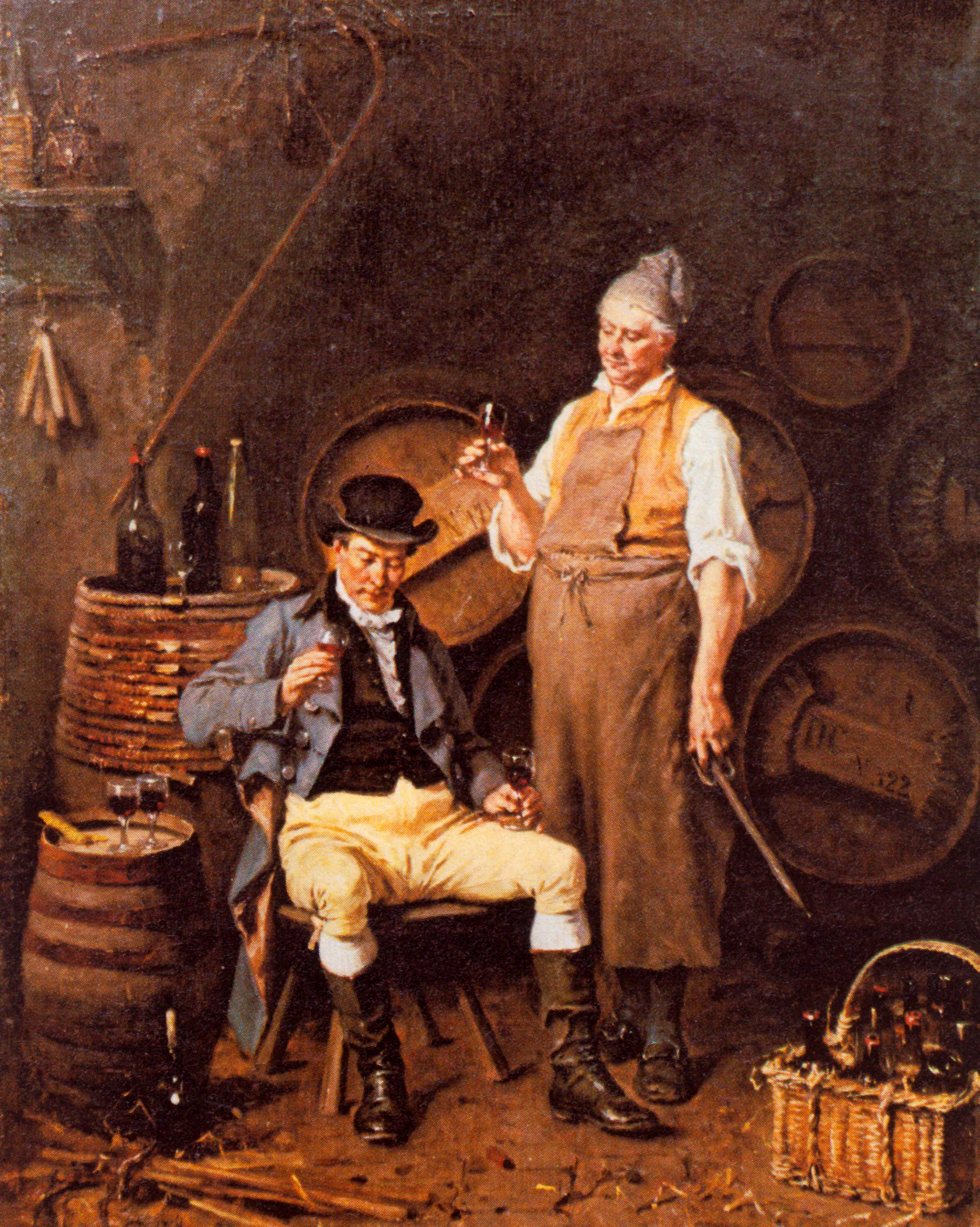

시식시종(試食侍從, 영어: food taster)은 누군가에게 음식이나 음료를 대접하기 앞서 먹어도 안전한지, 또 독이나 독성 물질이 들어가 있는지를 확인하기 위해 섭취해 보는 사람을 말한다. 황제나 군주, 또는 암살의 위협이 있는 사람 등 중요한 사람들을 대접할 때 이러한 시식 과정을 거친다. 실제로 옛 권력자들은 독살을 두려워하여 시식시종을 두었다.
최근에는 쥐와 같은 짐승으로 하여금 음식의 독성을 막는 데 이용하기도 한다.(BBC)

## 같이 보기
- 기미상궁(氣味尙宮)
- 상선(嘗膳) & 시선태감(侍膳太監)
- 암살
- 식중독